# هيرب جورمان
هيرب جورمان (بالإنجليزية: Herb Gorman)‏ هو لاعب كرة قاعدة أمريكي، ولد في 19 ديسمبر 1924 في سان فرانسيسكو في الولايات المتحدة، وتوفي في 5 أبريل 1953 في سان دييغو في الولايات المتحدة.

## وصلات خارجية
- هيرب جورمان على موقع دوري كرة القاعدة الرئيسي (الإنجليزية)
- هيرب جورمان على موقعبيزبول رفرنس.كوم (الدوري الرئيسي) (الإنجليزية)
- هيرب جورمان على موقعبيزبول رفرنس.كوم (الدوري الثانوي) (الإنجليزية)